# De la calle
De la calle és una pel·lícula mexicana dirigida per Gerardo Tort del 2001 i protagonitzada per Luis Fernando Peña, Maya Zapata, Armando Hernández, Mario Zaragoza, Luis Felipe Tovar, Vanessa Bauche, És l'opera prima del director.

## Argument
Rufino (Luis Fernando Peña) té 15 anys i viu als carrers de la Ciutat de Mèxic. Aconsegueix diners de fer petits treballs i de participar en petites vendes de droga que té La Seño (Cristina Michau) i L'Ochoa (Mario Zaragoza), un policia judicial sense escrúpols que controla el barri on viuen. Un dia, empès per les circumstàncies, Rufino roba diners d'Ochoa, deslligant així la persecució i l'assetjament del policia.
No obstant això, al mateix temps que planeja la seva fugida de la ciutat amb la seva amiga Xóchitl (Maya Zapata), Rufino s'assabenta de l'existència del seu pare a qui creia mort. Obsessionat per trobar-lo abans de partir, Rufino emprèn la seva cerca en una aventura que el portarà de l'amor a la solitud, de la droga a la companyonia, de la solidaritat a la traïció, i a la mort absurda dels que no tenen res.

## Producció
És una adaptació de l'obra teatral de Jesús González Dávila, que va dirigir Julio Castillo en els 80's. Aquesta obra es mou en el context dels barris marginals de la Ciutat de Mèxic i la vida dels nens i adolescents que viuen en ells.

## Recepció
La decisió de Ràdio Televisió i Cinematografia (RTC) de donar-li una classificació C (majors de 18 anys) va portar a una controvèrsia ja que els productors esperaven una classificació B (adolescents i adults). En el seu moment, el director de la pel·lícula, va acusar la institució de ser "dràstica i retrògrada". D'acord amb RTC la classificació C es va donar a causa d'escenes de drogoaddicció i violència.
El film es va estrenar amb 250 còpies a Mèxic.

## Premis
- En la XLIV edició dels Premis Ariel va rebre els següents premis:[6]
- * a la millor Opera Prima a Gerardo Tort
- * Millor actriu a Maya Zapata
- * Coactuación femenina, Vanessa Bauche
- * Actriu de quadre, Cristina Michaus
- * Actor de quadre, Mario Zaragoza
- * Guió adaptat, Marina Stavenhagen
- * Escenografia, Victor Vallejo
- * Ambientación, Maurici Lule i Mariana Grimaldo
- * Disseny d'art, Ana Solares
- * Vesturaio, Adolfo Cruz Mateos
- * Maquillaje, Jorge Siller
- Al Festival Internacional de Cinema de Viña del Mar de 2002 va rebre el premi a la millor direcció de fotografia (Héctor Ortega)
- A la categoria Zabaltegi del Festival Internacional de Cinema de Sant Sebastià va rebre el premi als nous directors (Gerardo Tort)[7]